# Venezillo nevadensis
Venezillo nevadensis är en kräftdjursart som först beskrevs av Stanley B. Mulaik 1960.  Venezillo nevadensis ingår i släktet Venezillo och familjen Armadillidae. Inga underarter finns listade i Catalogue of Life.